# SS Champollion
El SS Champollion fue un transatlántico francés construido durante la década de 1920 para la ruta Marsella (Francia) - Alejandría (Egipto). Durante la Segunda Guerra Mundial sirvió como buque de transporte de tropas antes de reanudar el servicio comercial en 1947. El 22 de diciembre de 1952, el Champollion encalló frente a Beirut (Líbano) debido a un error de navegación en mares agitados y se rompió. Murieron 15 personas.

## Hundimiento

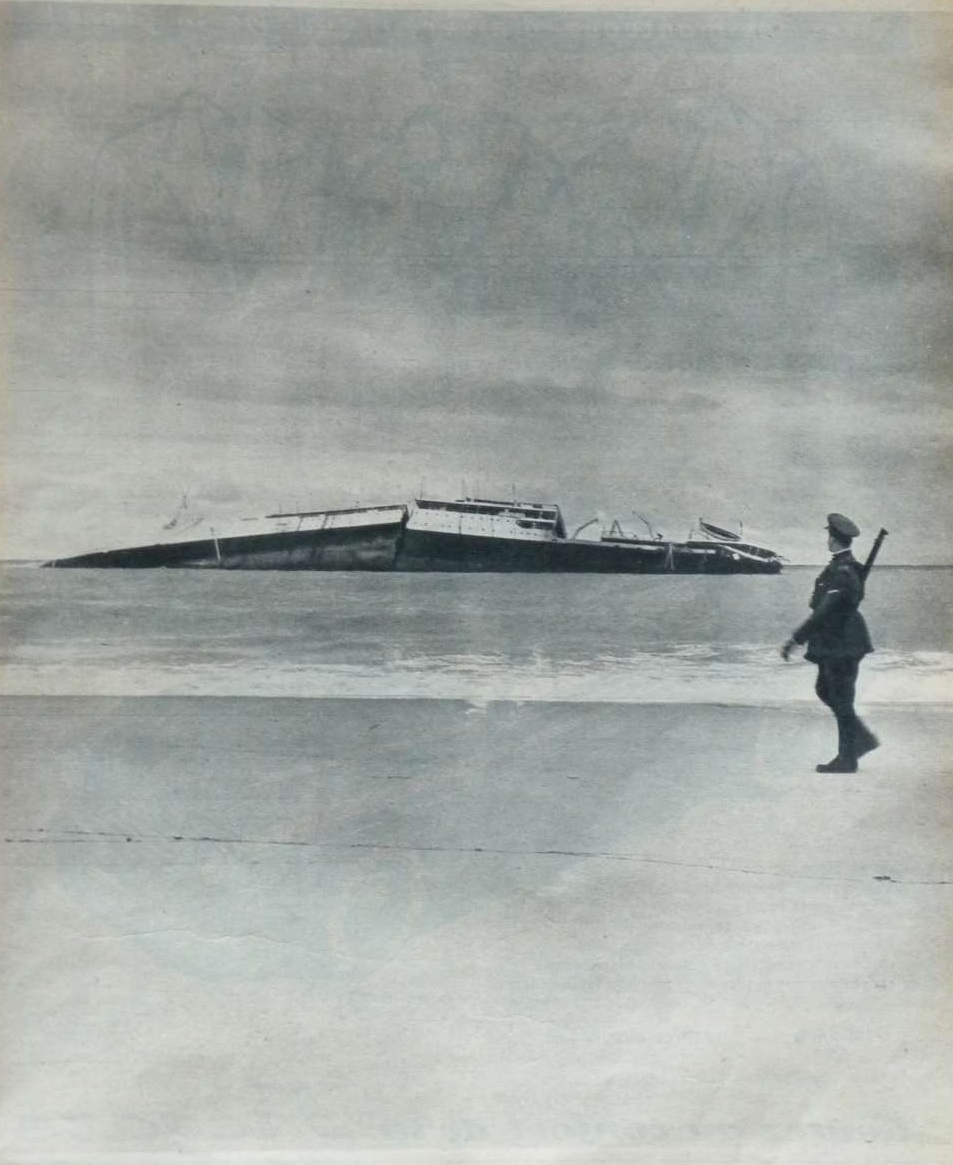
Naufragio del Champollion

El lunes 1 de diciembre de 1952, a las 12.30 horas, el Champollion zarpó con 120 tripulantes y 111 pasajeros a bordo, bajo el mando del capitán Henri Bourne, en Marsella, rumbo a Beirut. Tres semanas después, el 22 de diciembre de 1952, el barco llegó a aguas libanesas en medio de un mar embravecido. El capitán se encontraba durmiendo en ese momento.
Con el faro de Al Manara fuera de servicio, el Champollion se dirigió a otro faro que resultó ser el del aeropuerto, a 15 kilómetros al sur del puerto de Beirut. Cuando la tripulación se percató del error, ya era demasiado tarde. El barco encalló frente a la costa del suburbio de Khalde, a sólo unos 600 metros de la playa. El barco encallado se partió en dos con un viento de fuerza 8 a 9 y una escora de 20 a 30 grados a estribor. 15 personas se ahogaron al intentar nadar hasta la orilla.
Varios barcos y también el ejército libanés participaron en los intentos de rescate. El pecio fue vendido a la Compañía Nacional de Ingeniería y Comercio del Líbano y fue desguazado a partir del 22 de diciembre de 1952.